# Ваджрадхара

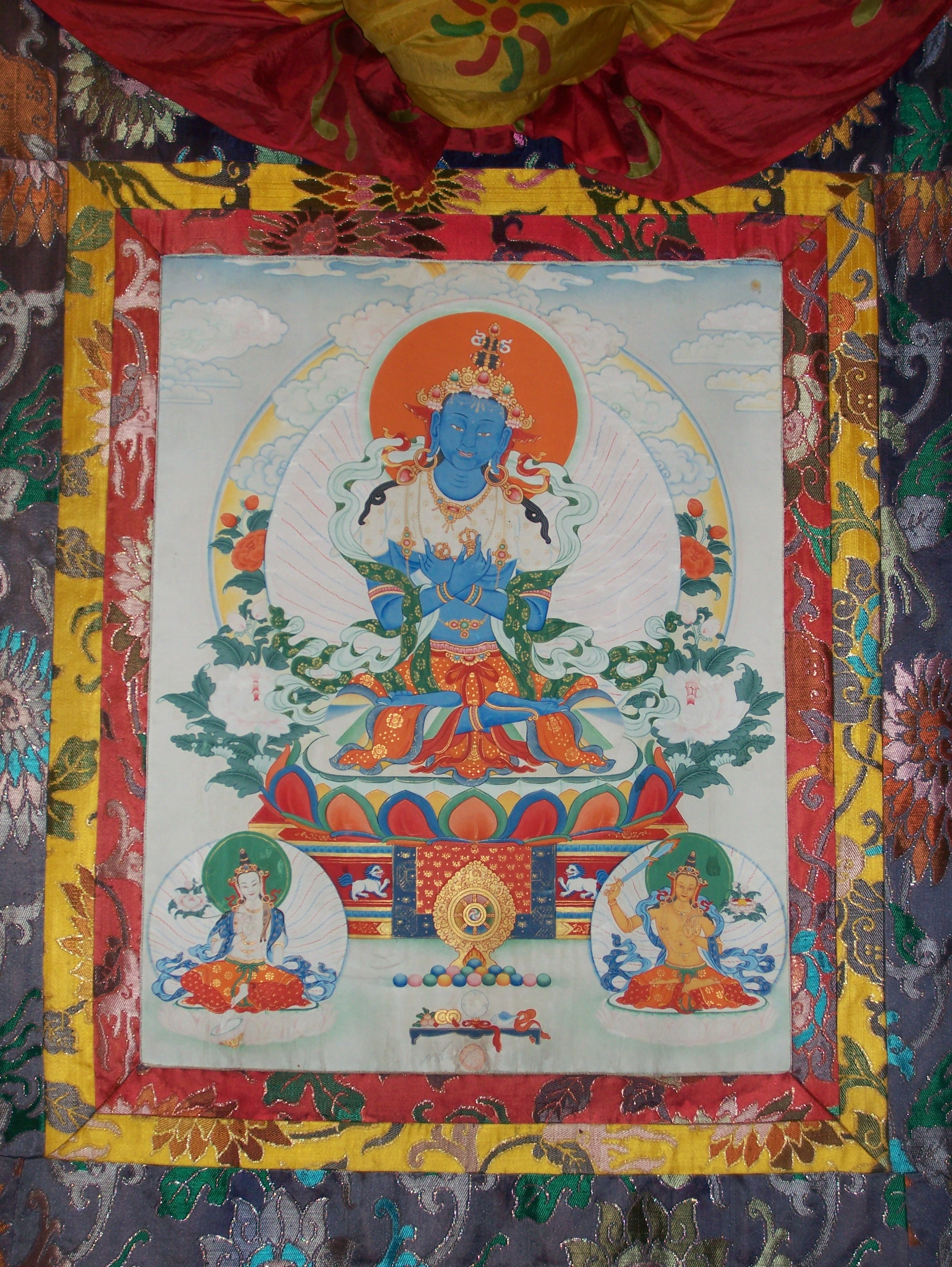
Ваджрадхара

Ваджрадха́ра (санскр. वज्रधार, IAST: Vajradhāra; тиб. རྡོ་རྗེ་འཆང།, Вайли rdo rje 'chang (Dorje Chang); яп.: 執金剛; кит.: 金剛總持; букв. «Держатель ваджры») — в Ваджраяне изначальный Будда, олицетворение Дхармакаи. В тибетском буддизме отождествляется с Ади-буддой.

## Иконография
Ваджрадхара иконографически изображается в тёмно-синем цвете, он сидит в позе медитации, как в одиночной форме, так и в союзе Яб-Юм. Он сидит на лунном и солнечном дисках, расположенных на распустившемся лотосе. Руки скрещены на груди: в правой руке — ваджра, в левой — колокольчик, являющийся символом женской духовности, праджни.
Ваджрадхара символизирует недвойственность, молниеносное состояние просветления («ваджра» переводится с санскрита как «молния»).
Ваджрадхара как Ади-Будда силой своей мудрости и созерцания эманирует дхьяни-будд:
1. Будда Акшобхья
2. Будда Ратнасамбхава
3. Будда Амитабха
4. Будда Амогхасиддхи
5. Будда Вайрочана

## Передача учения
Считается, что Ваджрадхара передаёт учения выдающимся йогам, махасиддхам. Например, основатель линии Кагью тибетского буддизма Тилопа получил от Ваджрадхары методы «великого символа».